# Ålborg universitet
Ålborg universitet (danska: Aalborg Universitet, AAU) är ett danskt statligt universitet, grundat 1974. Fram till 1994 hette universitetet Aalborg Universitetscenter.
Ålborg universitet har filial i Esbjerg och Köpenhamn, men huvudcampus är i Ålborgs universitetskvarter (Vestbyen, Sohngaardsholmsvej och Ålborgs Nytorv). Det har cirka 15 000 studenter (2010), 800 doktorander (2010) och 2 500 (2010) anställda. Cirka 10 procent och 25 procent av forskarna av studenterna är icke-danskar.
Universitetet har fyra fakulteter: Teknisk-Naturvetenskaplig fakultet (kallad Tek-Nat) som är störst, Samhällsvetenskaplig fakultet, Hälsovetenskaplig fakultet och Humanistisk fakultet, samt Statens Byggeforskningsinstitut (SBi) som fungerar som en egen fakultet, men inte är det.